# Tone Ferenc
Tone Ferenc (Veržej, 6 dicembre 1927 – Lubiana, 26 ottobre 2003) è stato un partigiano e storico sloveno.

## Biografia
Comandante partigiano jugoslavo, professore di storia contemporanea nella facoltà di Filosofia di Lubiana, è ricordato per il suo impegno storiografico concentrato sull'occupazione italiana in Slovenia durante la seconda guerra mondiale.
Degni di nota sono i suoi saggi sulla Provincia di Lubiana che, attraverso un lavoro di ricerca e di critica, raccontano i crimini di guerra commessi dall'esercito italiano e dai nazifascisti prima della caduta del fascismo. Proprio per quanto riguarda questo periodo, sono riconosciuti la sua esperienza nello studio ed l'importanza del materiale storico e documentale prodotto sui campi di concentramento fascisti sia in Italia che in Jugoslavia.
Autore non noto al gran pubblico, tuttavia riconosciuto, Ferenc documenta anche l'efferata e vendicativa risposta dell'esercito di Liberazione di Tito.
Tra il 1980 e 1985 Ferenc è stato membro del Comitato internazionale per la storia della Seconda guerra mondiale

## Pubblicazioni
- La provincia italiana di Lubiana: documenti 1941-1942, Istituto friulano per la storia del movimento di liberazione, 1994
- Neupogljivi zakon Rima: fasizem in osvobodilni boj primorskih Slovencev 1941-1943, (L'inflessibile legge di Roma: il fascismo e la lotta di liberazione degli Sloveni 1941-1943) insieme a Ravel Kodrič, Damijan Guštin, Nevenka Troha, Edizioni Društvo piscev zgodovine NOB, 2004
- Si ammazza troppo poco: condannati a morte, ostaggi, passati per le armi nella provincia di Lubiana 1941-1943[2] insieme a Pavel Kodrič, Società degli scrittori della storia della Lotta di Liberazione, 1999
- L'amministrazione partigiana slovena civile e militare nella Venezia Giulia nell`autunno 1943, Trieste , Istituto friulano per la storia del movimento di liberazione
- La storiografia sulla seconda guerra mondiale in Slovenia dopo il rovesciamento politico del 1990
- La zona libera del IX Korpus d'Armata sloveno nella Venezia Giulia
- Milizia volontaria per la sicurezza nazionale: MVSN
- Satan, njegovo delo in smrt Slovenci v zamejstvu: Pregled zgodovine 1918-1945
- con Tone Zorn Milica Kacin-Wohinz,  Pubblicato da Državna založba Slovenije, 1974
- Con Mojca Širok, Ali H. ŽerdinFašisti brez krinke
- kronologija naprednega delavskega gibanja na Slovenskem: (1868 - 1980) Pubblicato da Delavska enotnost, 1981
- Osvoboditev severovzhodne Slovenije in poslednji boj na Poljani Pubblicato da Komunist, 1985
- con Peter Kuhar, Metka Fujs, Aleksander Šiftar Petanjci - vrt spominov Pubblicato da Komunist, 1985
- Ljudska oblast na Slovenskem 1941-1945 Pubblicato da Partizanska knjiga, 1987
- Kronologija naprednega delavskega gibanja na Slovenskem, 1868-1980: (1868 - 1980)Pubblicato da Delavska enotnost, 1981 Originale disponibile presso la University of Michigan Digitalizzato il 10 mag 2007
- Quellen zur nationalsozialistischen Entnationalisierungspolitik in Slowenien, 1941-1945: Viri Nacistični Raznarodovalni Politiki V Sloveniji, 1941-1945 Pubblicato da Založba Obzorja, 1980
- con Martin Cregeen There is Not Enough Killing: Condemned to Death, Hostages, Shot in the Ljubljana Province, 1941-1943 Pubblicato da Institute for Contemporary History: Society of the Writers of the History of the Liberation War in Slovenia, 1999
- Nacistična raznarodovalna politika v Sloveniji v letih 1941-1945 Pubblicato da Založba "Obzorja,", 1968 Originale disponibile presso l'Università del Michigan Digitalizzato il 13 lug 2006
- Kapitulacija Italije in narodnoosvobodilna borba v Sloveniji jeseni 1943 Pubblicato da Zalozba "Obzorja,", 1967